# Prostitutie in Frankrijk
Dit artikel gaat over prostitutie in Frankrijk sinds de 16e eeuw. Voor de periode tot 1500, zie Geschiedenis van de prostitutie.

## 16e eeuw
In de 16e eeuw leidden de religieuze hervorming en puritanisme, samen met angst voor zich verspreidende geslachtsziekten, in heel rooms-katholiek en protestants Europa tot fellere bestrijding van prostitutie (zie Geschiedenis van de prostitutie, Zestiende eeuw).
In 1560 werd in Frankrijk prostitutie verboden; in en na dat jaar werden in Parijs bordelen gesloten. Prostitutie werd vervolgd, maar niet altijd vasthoudend en streng.

## 17e eeuw

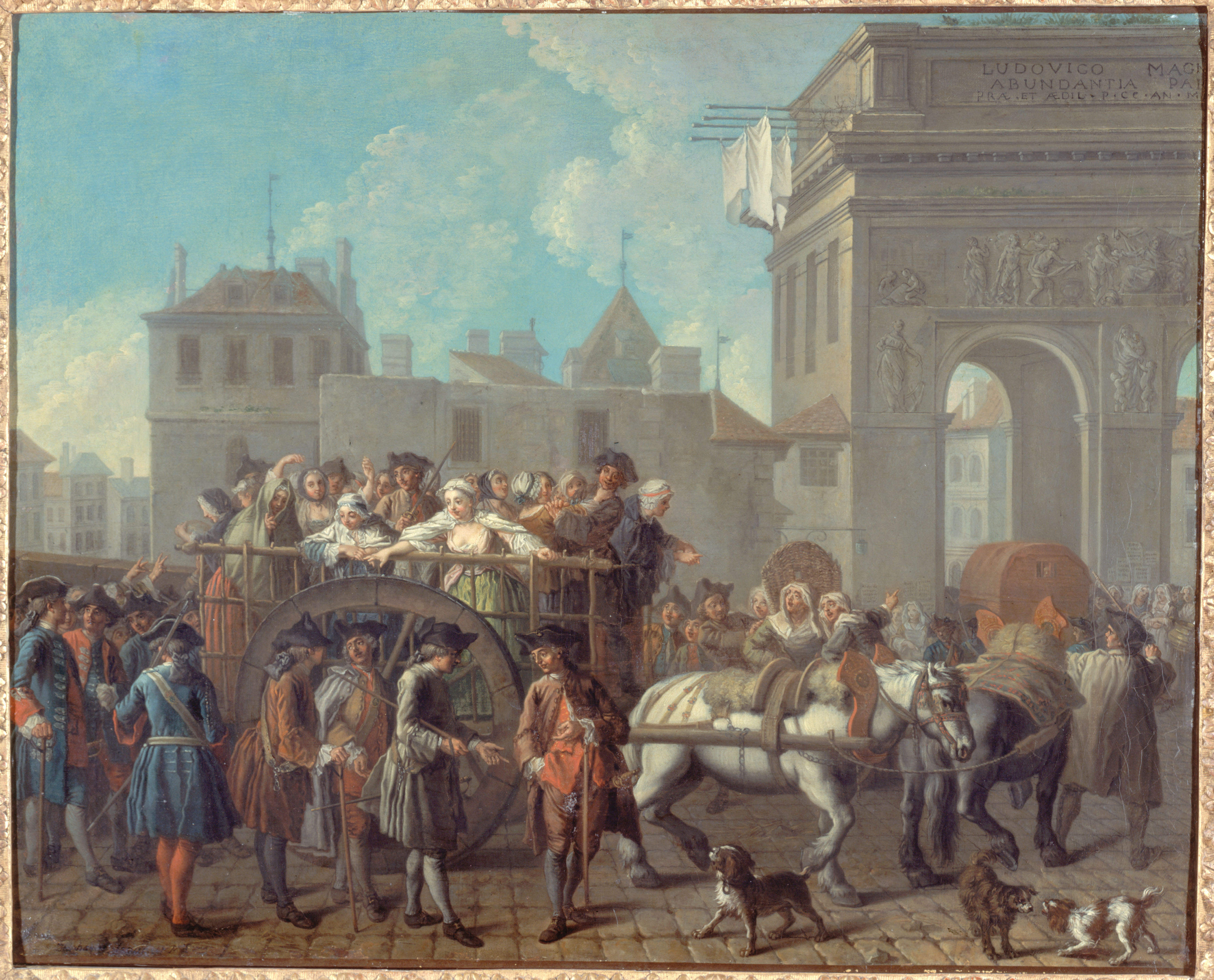
Transport van prostituees naar het politiebureau, Étienne Jeaurat, olieverf op doek, 1755

Prostitutie werd vervolgd, maar de vervolging was veelal mild: maatregelen werden vaak snel vergeten of helemaal niet toegepast. Prostitutie hoefde zich slechts aan te passen aan veranderende omstandigheden, en zich heimelijker te ontwikkelen.
Lodewijk XIV verordonneerde in 1658 vrouwen schuldig aan prostitutie of overspel op te sluiten in de Salpêtrière totdat ze naar het oordeel van priesters of nonnen berouw hadden.
In 1684 versoepelde Frankrijk de wetten tegen prostitutie.

## 18e eeuw
In de 18e eeuw bloeiden de bordelen voor de rijken en machtigen, en was er prostitutie voor alle rangen en standen op straten, boulevards, werven, in parken, galerieën, restaurants, theaters, herbergen, enzovoort. Ook in deze eeuw werd prostitutie in theorie wel bestreden, maar in de praktijk was die vervolging meestal mild.

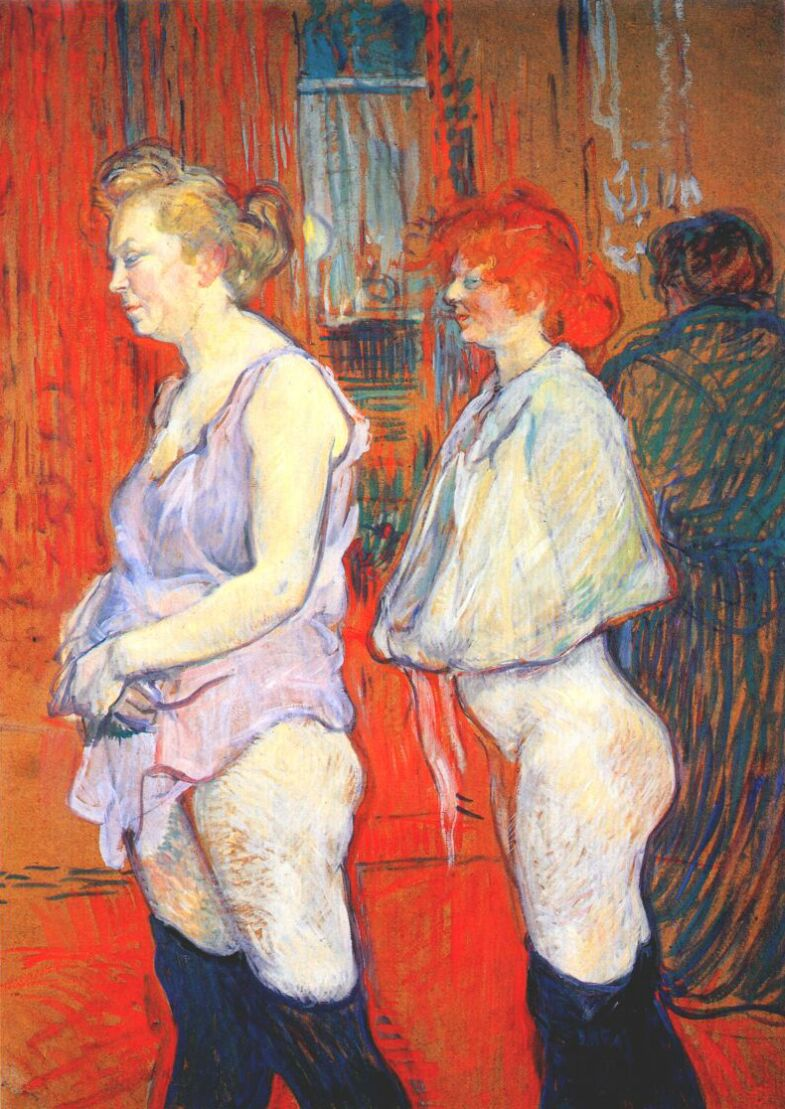
L' inspection médicale, Toulouse-Lautrec, circa 1894

Onder koning Lodewijk XV had de politie opdracht elke maand honderden prostituees op te pakken, te laten onderzoeken op geslachtsziekten, en eventueel te verwijzen naar ziekenhuis, of gevangenis, of uit te wijzen. Lodewijk XVI (regerend 1774-’92) stelt hoge straffen voor herbergiers en kamerverhuurders die prostituees gelegenheid geven hun beroep uit te oefenen, en liet razzia’s houden onder straatprostituees en hun klanten.

## 19e eeuw
In 1798 gaf de regering van de Eerste Franse Republiek aan artsen de opdracht de Parijse prostituees te onderzoeken op ziektes die worden geassocieerd met prostitutie, zoals syfilis en gonorroe. Vanaf 1802 registreerde de politie de publieke prostituees en verplichtte hen tot tweewekelijks medisch onderzoek. De prostituees ervaarden deze ‘medische visitatie’ door zonder uitzondering mannelijke artsen als vernederend, en verafschuwden die. Er ontstond een systeem van bordelen met vergunning, aangeduid met ‘maisons de tolérance’ of ‘maisons closes’. De prostituees moesten in deze bordelen logeren en mochten bijna nooit naar buiten. De beheerder moest altijd een vrouw zijn en het was verboden voor mannen om daar te overnachten, te wonen of zich te bemoeien met het beheer. In de praktijk moesten de bordelen wel huur betalen voor het pand aan de investeerders/eigenaars. De beheerster moest een register bijhouden van alle vrouwen werkzaam in het bordeel en dit overleggen aan de politie (met de speciale afdeling zedenzaken). De vergunning kon op elk moment worden ingetrokken door de lokale overheid en/of politie. Het was dan ook belangrijk voor de beheersters om goede relaties te onderhouden met de lokale machthebbers en er werden vaak smeergelden betaald. Om controle te houden op het geldverkeer moeten de klanten de prostituees betalen met bordeelmunten te kopen bij de beheerster. De vrouwen moesten voor alles betalen (eten, kleding, wasserij, zeep, lakens, etc.) waardoor ze meestal veel schulden hadden en financieel gebonden waren aan het huis (eerst moesten alle schulden afbetaald zijn voordat ze het huis konden verlaten). Daarnaast waren er in die tijd maatschappelijk zeer weinig mogelijkheden voor ongetrouwde vrouwen. Om de verspreiding van ziektes tegen te gaan werd zo hygiënisch mogelijk gewerkt met het wassen van de geslachtsdelen van zowel de man als vrouw voor en na de gemeenschap. Condooms gemaakt van schapehuid bestonden al wel, maar ze waren onbetaalbaar duur. De noodzaak van condoomgebruik was niet bekend bij een breder publiek. Voor het wassen van de geslachtsdelen werden ook desinfectiemiddelen gebruikt. De luxere bordelen hadden allerlei aanvullende diensten zoals restaurants, bars, sauna´s om de klanten te vermaken. Sommige bekende bordelen werden dan ook sociale ontmoetingsplaatsen waarbij niet alle bezoekers seksuele contacten hadden.

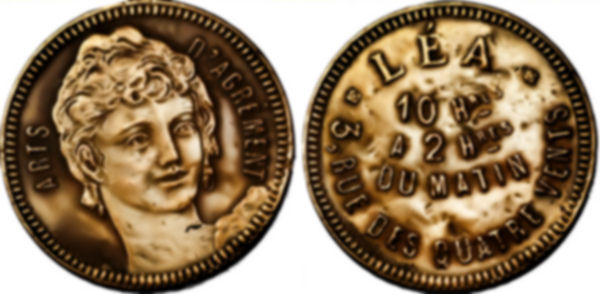
Bordeelmunt

In de nieuwe Franse strafwet van 1810, de code pénal, is uitlokken of bevorderen van jeugdprostitutie verboden; straatprostitutie blijft ook verboden.
In 1840 telt Parijs op een miljoen inwoners tweehonderd maisons de tolérance en 43.000 geregistreerde prostituees. Deze eeuw wordt in Frankrijk echter ook, zoals in meer landen, uit moreel oogpunt gestreden tégen prostitutie en vóór ‘de goede zeden’; dit zal zich voortzetten in de 20e eeuw.
Negentiende-eeuwse bordelen zouden mooi beschreven zijn in de werken van Émile Zola. Precies welk werk is nog onduidelijk; wellicht o.a. Le ventre de Paris (De buik van Parijs), over honger en overvloed tegen de achtergrond van de inmiddels verdwenen markthallen van het 1ste arrondissement.

## 1900-1945
Tijdens de Eerste Wereldoorlog wordt door de autoriteiten van de Derde Franse Republiek de prostitutie in de frontzones streng georganiseerd in bordelen, waaronder mobiele gemotoriseerde veldbordelen, om de verspreiding van geslachtsziektes, maar ook van oorlogsgeheimen, enigszins onder controle te houden. Tegelijkertijd echter wordt de 19e-eeuwse moralistische strijd tegen prostitutie ook in de 20e eeuw voortgezet.
Tijdens de Duitse bezetting tijdens de Tweede Wereldoorlog werd een aantal luxe bordelen gereserveerd voor Duitse militairen. Het luxueus leven van de Duitsers in deze bordelen in tijden van rantsoenering en beperkingen brachten de bordelen in een zeer kwaad daglicht bij de Fransen. Er werden door het verzet veel aanslagen gepleegd op de bordelen. Tussen juni en september 1944 verdrijven de Vrije Fransen en de geallieerden de Duitse bezetters uit vrijwel heel Frankrijk, en nemen de Vrije Fransen ook het bestuur over in Vichy-Frankrijk.
Vervolgens oordeelt dit nieuwe bewind in de departementen Savoie, Ardèche, Moselle en Oise diverse bordeelhouders schuldig aan collaboratie met de Duitsers, en sluit in december ‘44 de betreffende bordelen. Op 13 december 1945 besluit de meerderheid van de Parijse gemeenteraad, op voorstel van raadslid Marthe Richard, ook de 177 officiële bordelen in de hoofdstad te sluiten. Marthe Richard voert vervolgens een campagne om landelijk de ongeveer 1500 bordelen te verbieden, vooral uit oogpunt van: “Morele reinheid! Zuivering ... het kwaad bij de wortel uitrukken!” Rond dezelfde tijd, in 1944, verkregen vrouwen stemrecht in Frankrijk en moest de politiek ook rekening houden met vrouwelijke kiezers.

## 1946 tot heden

### “Wet Marthe Richard”
Op 13 april 1946 neemt het parlement onder de Voorlopige Franse Regering de zogenoemde “wet Marthe Richard” aan, die in essentie het vandaag nog steeds geldende Franse prostitutiebeleid formuleert. Deze wet bepaalt:
- (artikel 1) Alle – tot dan legale – bordelen worden verboden: Toutes les maisons de tolérance sont interdites (...).
- (art. 2- 334) Wie (1) bewust de prostitutie van een ander, of het werven [le racolage] voor prostitutie assisteert, of (4) een ander, zelfs een daarmee instemmende volwassene, werft [embauche], verleidt of onderhoudt met het oog op de prostitutie, of (5) bemiddelt tussen prostituees/-és en prostitutieklanten, zal worden beschouwd als proxénète[21] en gestraft worden.
- (art. 2- 335) Gestraft wordt wie een prostitutie-etablissement heeft of doet functioneren, of wie toestaat dat in een etablissement onder zijn beheer prostitutie bedreven wordt.
- (art. 3) Gestraft wordt wie met gebaren, woorden, opschriften of welk middel dan ook publiekelijk bezig is of probeert te zijn met werven[22] [racolage] van personen met de bedoeling hen te verleiden tot losbandigheid.
- (art. 5) De registers van prostituees zullen worden vernietigd al naarmate er een nationaal gezondheids- en sociaal register tot stand worde gebracht. De gedragsregels en verplichte medische controles voor prostituees worden afgeschaft.

Sindsdien zijn deze bepalingen, afgezien van herformuleringen, inhoudelijk nauwelijks gewijzigd. Vandaag (2012) verbiedt strafwet-artikel 225-5 het proxénétisme: iemand 
werven of ontvoeren voor prostitutie, etc., of de prostitutie van een ander helpen, assisteren of beschermen; artikel 225-6 verbiedt, als “over één kam geschoren met proxénétisme”: bemiddelen tussen prostituee/-é en klant, etc; artikel 225-10 verbiedt het hebben of beheren van een prostitutie-etablissement.

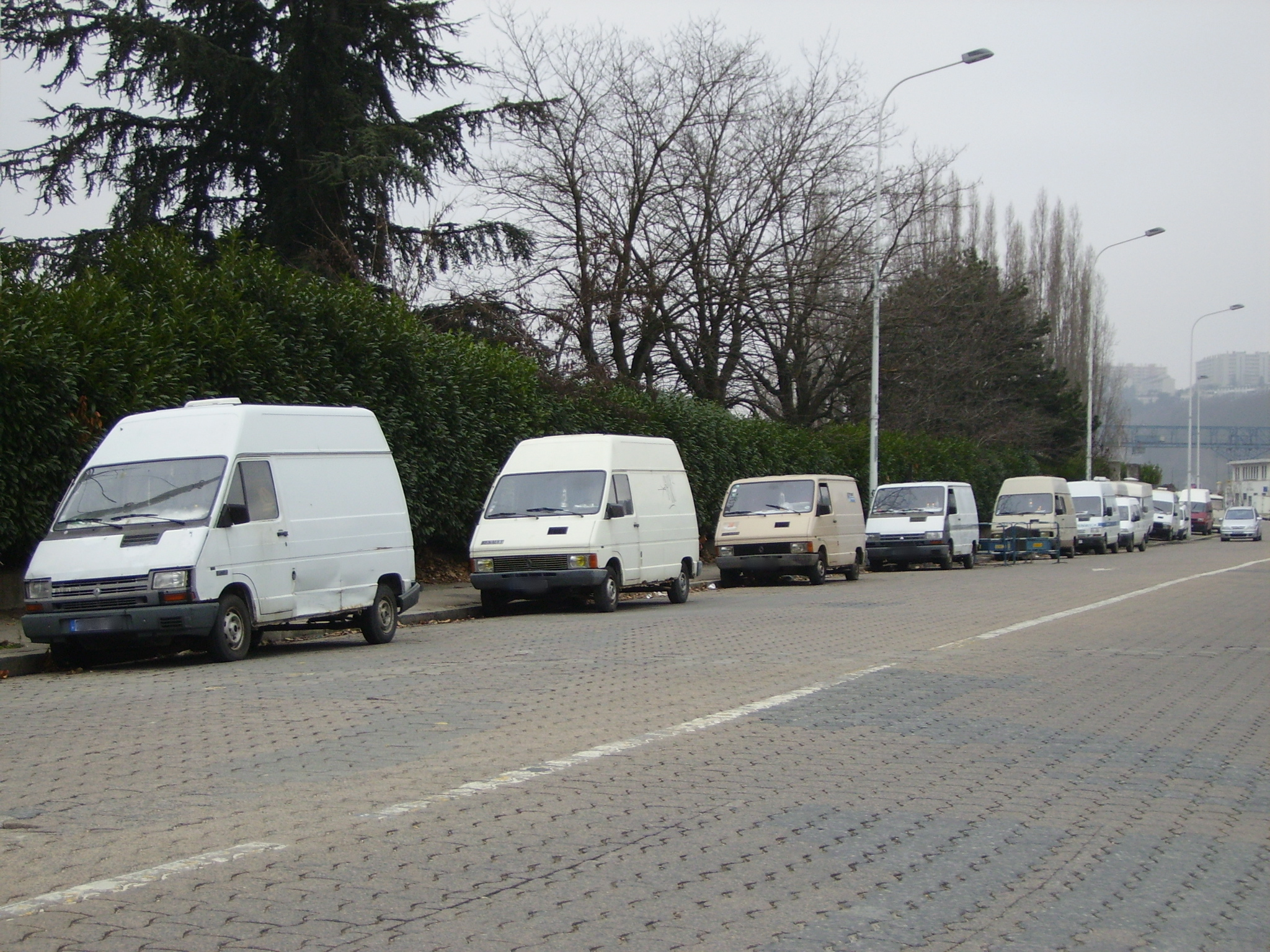
Prostituees werkend in bestelbusjes, Lyon, 2006

### Algehele morele afwijzing van prostitutie
In 1960 ratificeert de Vijfde Franse Republiek de “Conventie voor de onderdrukking van de handel in personen en de uitbuiting van de prostitutie van anderen” van de VN uit 1949. Deze stelt dat “de prostitutie en het ermee gepaard gaande kwaad van de handel in personen (...) onverenigbaar zijn met de waardigheid en waarde van de menselijke persoon” en roept op “maatregelen te nemen of aan te moedigen ter voorkoming van prostitutie en voor de herscholing en herintreding in het arbeidsproces van de slachtoffers van de prostitutie”.

### Verbod opracolage
Het verbod op racolage uit 1946 (zie boven) wordt in 1958 herschreven.
In 1993 wordt de bepaling in artikel R625-8 opnieuw herschreven als: “het feit van, door welk middel dan ook, publiekelijk bezig te zijn met racolage van een ander met het doel hem/haar aan te zetten tot seksuele relaties, wordt bestraft met ...”.
In 2003 wordt die opnieuw herschreven in artikel 225-10-1 als: “het feit van, door welk middel dan ook, zelfs door een passieve houding, publiekelijk bezig te zijn met racolage van een ander met het doel hem/haar aan te zetten tot seksuele relaties in ruil voor een betaling of een belofte van betaling, wordt bestraft met ...”
In 2002, toen deze wetswijziging was aangekondigd, protesteerden prostituees hiertegen.
In 2004 uiten aids-bestrijders de kritiek dat de regering met dit artikel “de prostitutie in zones van rechteloosheid en in verborgenheid terugdringt” en daarmee de strijd tegen aids bemoeilijkt.
In 2007 vragen organisaties van prostituees en solidaire organisaties nogmaals aan het parlement, wetsartikel 225-10-1 af te schaffen.

### Klant van prostituee strafbaar sinds 2016
Vanaf 2003 woedde er in Frankrijk een debat over het verbieden van prostitutie. Dit debat werd vanaf 2011 feller, toen de eerste wetsvoorstellen om prostitutie te verbieden het nieuws haalden.
Voorstanders van een verbod wijzen erop dat er steeds meer buitenlandse prostituees naar Frankrijk komen, die vaak slachtoffer zijn van mensenhandel, of anderszins worden uitgebuit. Tegenstanders van een verbod op prostitutie wijzen erop dat met een verbod slechts een contraproductief effect wordt bereikt: Zij vrezen dat als de prostituees in de illegaliteit gaan werken, zij juist kwetsbaarder worden voor misbruik. Prostituees die hun vak uit vrije wil uitoefenden, hebben gedemonstreerd tegen een verbod op prostitutie. Ook stelden 343 klanten van prostituees in 2013 een manifest op tegen een verbod op prostitutie. De ondertekenaars, waaronder een aantal in Frankrijk zeer bekende personen, die met hun eigen naam ondertekenden, hanteerden de slogan ne touche pas à mon pute (blijf van mijn hoer af), maar de publieke opinie reageerde hier negatief op, onder andere omdat velen de parallel met de strijd voor legalisering van abortus wansmakelijk vonden. Een wetsvoorstel om prostitutie te verbieden werd ingediend, maar de Franse senaat stemde tegen, waardoor het wetsvoorstel vertraging opliep.
Uiteindelijk nam de Franse senaat op 6 april 2016 wél een wet aan die het voor klanten van prostituees strafbaar maakt om te betalen voor seksuele diensten. Overtreding van deze wet zal met een boete van € 1500,- worden bestraft.

## Prostitutiegebieden
Het toeristische red-light district van Parijs is Quartier Pigalle.
De Parijse prostituees die drugs gebruiken zouden zich ophouden rond Porte de la Chapelle.
In 2004 telde een Franse website in Frankrijk 15.000 à 18.000 prostituees, waarvan twee derde buitenlandse, daarvan de meesten afkomstig uit oostelijk Europa, gevolgd door de prostituees uit Afrika ten zuiden van de Sahara.